# كلير ويتني
كلير ويتني (بالإنجليزية: Claire Whitney)‏ هي ممثلة أمريكية، ولدت في 6 مايو 1890 بنيويورك في الولايات المتحدة، وتوفيت في 27 أغسطس 1969 بلوس أنجلوس في الولايات المتحدة.

## وصلات خارجية
- كلير ويتني على موقع IMDb (الإنجليزية)
- كلير ويتني على موقع قاعدة بيانات برودواي على الإنترنت (الإنجليزية)
- كلير ويتني على موقع قاعدة بيانات الفيلم (الإنجليزية)